# فهرست قنات‌های شهرستان ارسنجان
جدول زیر بر اساس آمار وزارت جهاد کشاورزی تهیه شده‌است. فهرست زیر قنات‌های شهرستان ارسنجان در استان فارس را نشان می‌دهد.
| نام قنات          | موقعیت                    | نزدیک‌ترین روستا | طول قنات (متر) | تعداد میله چاه | عمق مادر چاه | دبی (لیتر بر ثانیه) | سطح زیر کشت (هکتار) |
| ----------------- | ------------------------- | --------------- | -------------- | -------------- | ------------ | ------------------- | ------------------- |
| بهکدان            | بخش مرکزی شهرستان ارسنجان | بکهدان          | ۱۵۰۰           | ۴۰             | ۵۰           | ۳۰                  | ۲۰۰                 |
| جلال‌آباد          | بخش مرکزی شهرستان ارسنجان | بکهدان          | ۱۲۰۰           | ۴۵             | ۶۵           | ۲۵                  | ۲۵۰                 |
| حاجی‌آباد          | بخش مرکزی شهرستان ارسنجان | بکهدان          | ۱۰۰۰           | ۴۰             | ۷۰           | ۲۵                  | ۳۰۰                 |
| عایشه - بناب وتنگ | بخش مرکزی شهرستان ارسنجان | ارسنجان         | ۴٫۵            | ۴۵             | ۸۰           | ۷۰                  | ۱۲۰۰                |
| محمودآباد         | بخش مرکزی شهرستان ارسنجان | ارسنجان         | ۶۴۰۰           | ۱۷۸            | ۴۷           | ۲۰                  | ۵۰                  |